# Hetman

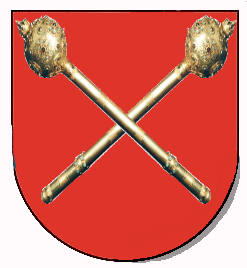
A Lengyel Köztársaság hetmanjának címere

A hetman a 16–18. századi Lengyel–Litván Unióban használt katonai cím; a hetman wielki (nagyhetman) volt a fegyveres erők parancsnoka, a király távollétében a hadvezér is.
A hetman (belarusz nyelve: Гетман, csehül: Hejtman, latinul: capitaneus, lengyelül: Hetman, litvánul: Etmonas, oroszul: Гетман, románul Hatman, ukránul: Гетьман) közép-kelet-európában használt katonai cím és rang, amelyet az országok vezető katonai parancsnokai viseltek.
A címet egyes esetekben az uralkodók adományozták adott időszakra vagy élethosszig, más esetekben a hetmanok önmagukat nyilvánították hetmannak, de előfordul, hogy az utókor visszamenőleg hetmannak tekint katonai vezetőket, akiket a kor dokumentumai soha nem neveznek hetmannak.
A cím eleinte nagyobb, országnyi seregek vezetőjét jelentette, idővel azonban kisebb, pár száz, pár ezer fős hadjáratok vezetőit is hetmannak titulálták.
A szó valószínűleg a német Hauptmann (kapitány) szó lengyel átvételével keletkezett. Alakulását vélhetően befolyásolta a török atamán szó, amely a lovasok vezetőjét jelentette.
Ukrajnában a hetman (ukránul: hetyman, cirill betűkkel: гетьман) szó egy változatát, az atamánt a doni kozákok katonai vezetőjének (16. sz.) és a Dnyepertől keletre fekvő területek fejedelmének (17–18. sz.) megjelölésére használták. Atamánnak hívták az egyes nagy kozák seregek választott parancsnokát is. Atamán volt a neve a különféle nagy oroszországi kozák seregek választott parancsnokának is. 1723 után azonban csak a falvak atamánjait választották meg a kozákok.

## Lengyel Királyság és Litván Nagyfejedelemség

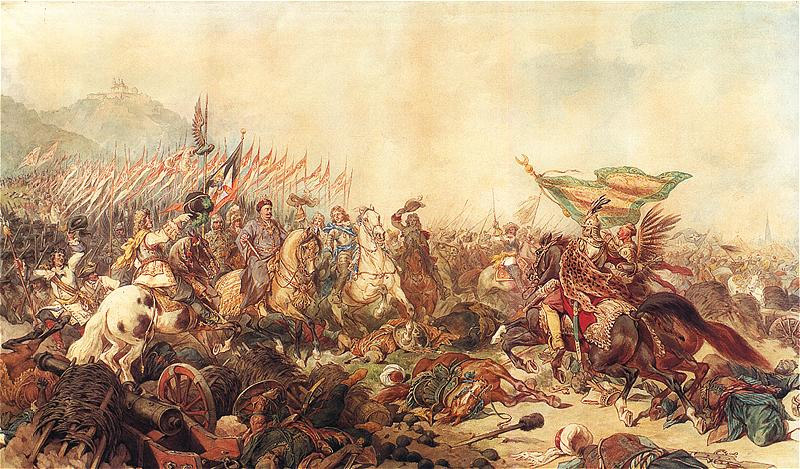
Bécs ostroma 1683-ban. Sobieski János felmentő seregei élén. A kép jobb oldalán látható Sobieski, aki 1668-tól a lengyel korona nagyhetmanja volt, fején a hetmani sisakdísszel. A háttérben a klosterneuburgi apátság. Juliusz Kossak (1824–1899) festménye.

A hetman szó a XV. században csak a király által kinevezett kapitányt vagy tábori (váraljai, mezei) kapitányt jelentett. A király udvari és tábori hetmant is kinevezett, ezeket bármikor elbocsáthatta. A lengyel Korona Nagy Hetmanja cím 1505-ből származik. Ezt a címet a lengyel hadsereg vezetője kapta a lengyel királytól, és 1581-ig a nagy hetman pozíció csak meghatározott hadjáratok és háborúk idején létezett. A hetman a király távollétében irányította a rábízott sereget, ha a király csatlakozott, akkor a király katonai helyettesévé vált. A hetman méltóságának jelvénye a buzogány, sisakdísz és lófarkas lándzsa volt.Ezt követően ez is állandó cím lett, akárcsak a Lengyel Királyság és a Lengyel–Litván Unió összes címe. A Lengyel–Litván Uniónak mindenkor négy hetmanja volt. A Lengyel Királyság Nagy Hetmanja (hetman wielki koronny) és a tábori hetman (Hetman polny koronny), aki a városok falain kívüli egységekért felelt, illetve a Litván Nagyfejedelemség Nagy Hetmanja (hetman wielki litewski) és tábori hetmanja (Hetman polny litewski).
A hetman hatáskörébe tartozott a hivatásos fegyveres erő megszervezése, a zsoldoscsapatok toborzása és a tömeges mozgósítás. A hetman privilégiuma volt, hogy alacsonyabb rangú parancsnokot nevezzen ki, egységeket hozzon létre, ellenőrizze a katonai kiadásokat és felügyelje a bérek kifizetését. Rendelkezései a Szejm rendelkezéseivel voltak egyenértékűek A hadsereg felett bírói hatalma volt. Köteles volt meghallgatni a katonák által sértett civilek panaszait. A hetman feladata volt a hadműveletek tervezése és lebonyolítása. Bizonyos hatáskörökkel rendelkezett a külpolitika irányításában is, különösen a déli, dél-keleti irányban: Oszmán Birodalom, a Krími Tatár Kánság, Moldvai fejedelemség és Havasalföld.
A hetman nem parancsolt az udvari egységeknek, a királyi őrségnek, a városok, tartományok és vajdaságok által felállított fegyveres erőknek, valamint a főúri seregeknek, a háborúk során ezek gyakran önként a parancsnoksága alá helyezték magukat. A flotta sem tartozott a hetman parancsnoksága alá. Rendelkezett viszont a szárazföldi egységekkel: tüzérségi– és mérnöki csapatokkal, lovassággal és gyalogsággal.
A hetman munkáját komoly háttértámogatással végezte. Külön irodája volt jogászokkal és pénzügyi szakemberekkel, biztonsági szolgálatot irányított, külön részleg felelt az egyes táborokért és a köztük levő szállítmányozásért. Az egészségügyi és igazságügyi szolgáltatásnak is saját, a hetman alá rendelt parancsnoksága volt, ahogy a javító részlegnek is.
A tábori hetman általában kisebb hadműveleti csapatokkal a terepen tartózkodott, a határokat őrizte, különösen délen és keleten, ahol az Unió leginkább veszélyeztetett volt. Eseti csatákat vezényelt.
A XVIII. század közepétől a hetman intézménye válságba került. A tekintélyes és befolyásos pozíció a rivális főúri családok közötti harcok tárgyává vált, miközben a lengyel hadsereg meggyengült. A hetman tisztséget a Lengyel Királyságban és a Litván Nagyhercegségben általában befolyásos fejedelmi családok képviselői kapták, a litván fejedelemségben – gyakran Rurikovics és Gediminovics, Osztroh, Visnyeveckij és Khodkevich családok tagjai.
Az 1776-os katonai reform korlátozta a hetmanok hatalmát. A hetman hivatalt Lengyelország harmadik felosztása után, 1795-ben megszüntették.
A Lengyel-litván Unió hetmanjai:
- A Lengyel Királyság Nagy Hetmanjai (lengyelül)
- A Litván Nagyfejedelemség Nagy Hetmanjai (lengyelül)
- A Lengyel Királyság tábori hetmanjai (lengyelül)
- A Litván Nagyfejedelemség tábori hetmanjai (lengyelül)

## A leendő Ukrajna területe

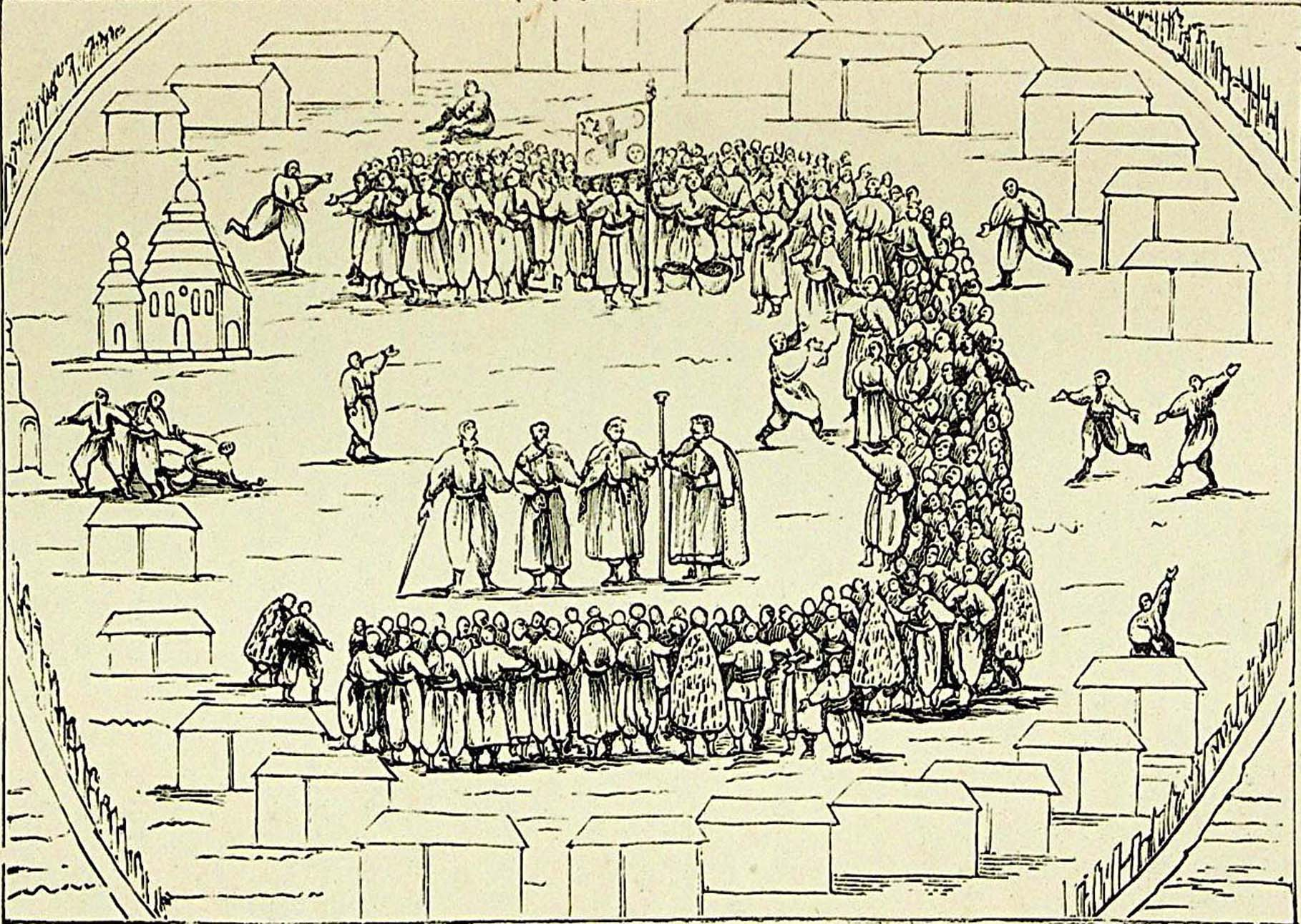
A Zaporizzsjai Szics a Dnyeper folyó Zaporizzsja alatti részén található szigetekre, nehezen megközelíthető helyekre épült erődök összefoglaló neve. Egy időben csak egy szics létezett, ez volt a szabad, lajstromozatlan kozákok központi gyűléshelye. A szics maga fából épített erős palánkvárat jelent, amelynek belső részén gyakran állt templom is. A mindenkori szics voltak a lajstromozatlan kozákok választotta hetmanok székhelye.

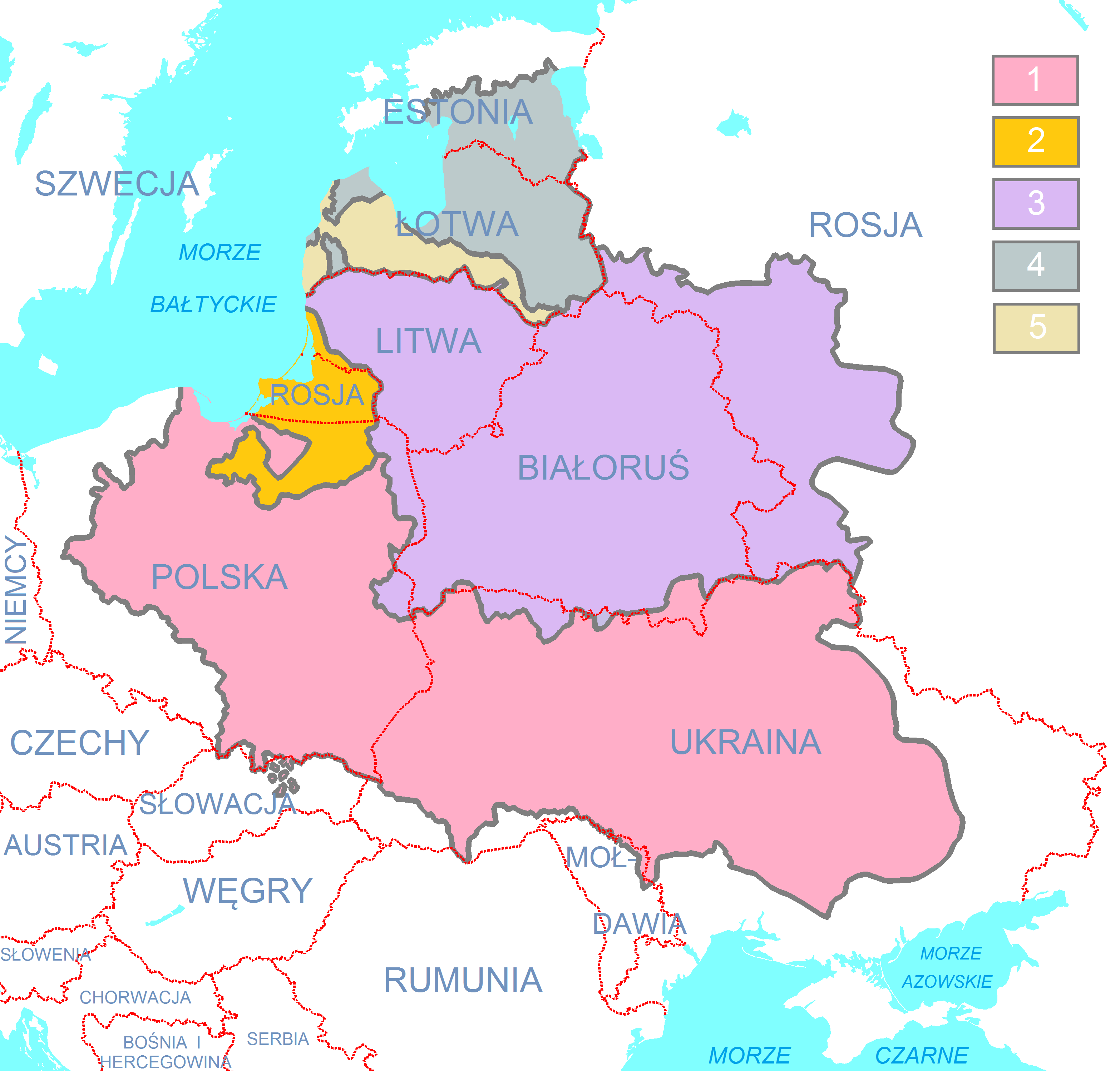
Lengyelország 1619-ben, háttérben a mai határok:

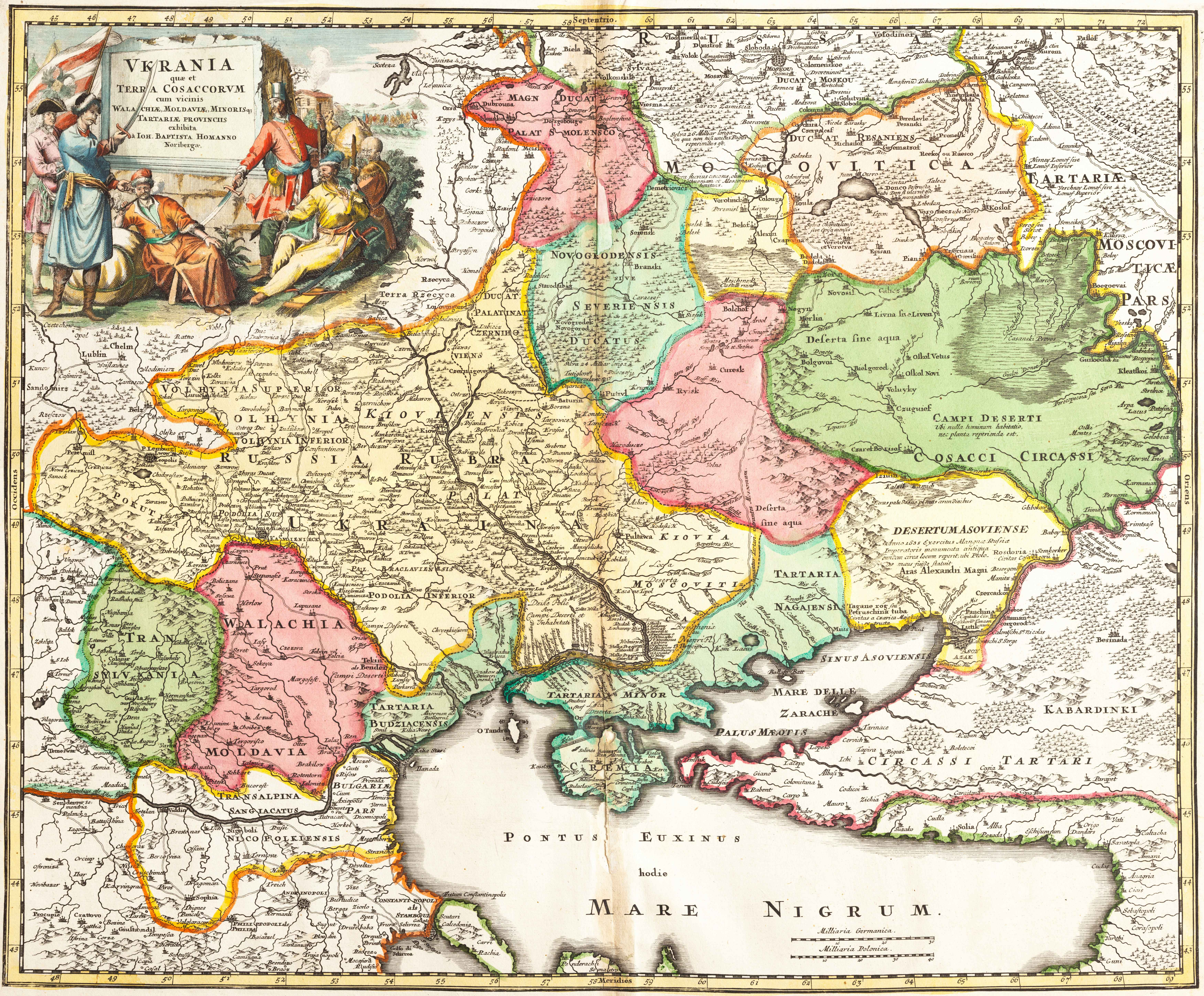
Ukrajna és a kozákok földje szomszédaikkal Valachiával, Moldovával, Johann Baptiste Homann-nal (Nürnberg, 1720)

A hetman tisztség megjelenése az jelenlegi Ukrajna területén az azt a középkorban meghódító Lengyel Királyságnak és Litván Nagyfejedelemségnek köszönhető. Az eredetileg a katolikus országok katonai vezetői megnevezését a velük és ellenük küzdő felek – kozákok, Orosz Cárság, Krími Tatár Kánság és Oszmán Birodalom – gyakran aggatták sikeresebb hadvezérekre, szerepük megerősítése vagy felnagyítása szándékával.
- 1486–1646 között a Lengyel-Litván Unió négy hetmanján túl a kozák vezetőket nevezték – gyakran csak utólag, a történetírók[4] – hetmannak. Ez a hetman Unió szolgálatába fogadott kozákok, a lajstromozott (listázott) kozákok katonai (és részben politikai) elöljárója volt.
- A fel nem fogadott (lajstromozatlan) kozákok által választott vezető megnevezése is hetman volt.
- 1648–1660 A Bohdan Hmelnickij vezetésével létrejött állam, a Hetmanátus. Ennek katonai vezetőit a Hemtanátus vezetője nevezte ki hetmannak.
- 1660–1668 A Hetmanátus bukása után hetmant nevezett ki a kozákok élére az Unió az általa uralt Jobbparton,[5] illetve a Cári Birodalom az általa uralt Balparton.
- 1668-1669 Petro Dorosenko katonai erővel egyesítette és függetlenítette a kozák területeket, amelynek élén hetmanként állt, de ő is számos hetmant nevezett ki csapatok irányítására.
- 1669–1702/1704/1708 1669-ben a terület három részre esett szét, mindegyik élén hetman állt. A Jobbpart egy részén az Unió (1669–1702), másik részén az Oszmán Birodalom (1669–1704), a Balparton a Cári Birodalom (1669–1708) kinevezettje állt.
- 1704–1709 Ivan Mazepa mindhárom területet hetmanként uralta.
- 1704 után Bukása után visszaállt a hármas felosztottság: Unió (1712–1781), Oszmán Birodalom (1708–1742) és Cári Birodalom (1704–1764).

### A hetmani hatalmak változása 1648-ig
A Lublini unió (1569) megkötése után 1572-ben II. Zsigmond Ágost lengyel király parancsára háromszáz kozákot fogadtak fel állami szolgálatba. Neveiket listába, lajstromba vették. Lajstromozott kozákoknak nevezték el őket és egy sor csoportos privilégiumot kaptak. Az uralkodó Cserkaszi városát jelölte ki a lajstromozott kozákok katonai vezetője székhelyéül.
A "hetman" megnevezés szerepelt Báthory István lengyel király 1576-os oklevelében, amely "alkotmányt és kiváltságokat" adott a zaporozsi hadseregnek, hivatalosan B. Ruzsinszkijt "zaporozsjei hetmannak" nevezte, a hetman hatalom jelvényeivel ruházta fel. Ettől kezdve két többé-kevésbé párhuzamosan két hetman volt: a király által kinevezett és a szabad kozákok által választott. Királyi kinevezéssel a listázott/lajstromozott kozákok vezetője lett hetmanná, a lajstromozatlan kozákok maguk választották meg a hetmanukat.
A lajstromozatlan kozákok fő döntéshozó szerve a kozák tanács volt, ahol elvben minden résztvevő elmondhatta saját véleményét, ugyanakkor a tanács határozatai kötelező érvényűek voltak mindenkire nézve. A kozák tanács választotta meg a hetmant és a katonai vezetést (sztársina). A hetman kezében összpontosult a legfőbb végrehajtói, illetve bírói hatalom. Ő volt a had főparancsnoka, képviselte a kozákokat külföldi tárgyalásokon. A sztársinát a tüzérség vezetője, a kancellária vezetője, a bíró és két kozákkapitány alkotta, őket a hetman nevezte ki. A kozákok táborát kis-nek nevezték. Élen a kisatamán állt. A kis 38 kurenyrá-ból állt, a kunyerát a kurenyatamán irányította. A később létrejövő lajstromozott ezredek élén saját sztársina állt, amely szintén a hetmannak felelt.
Az Unió és a kozákság viszonyát négy megoldatlan problémakör feszítette folyamatosan:
- a társadalom különböző rétegeinek elégedetlensége a lengyel nemesi földesúri földbirtoklás ukrajnai térhódításával szemben;
- a pravoszláv ukránok nemzeti-vallási elnyomásának fokozódása (katolikus–paroszláv ellentét)
- a társadalmon belül vezető szerepet játszó kozákság helyzetének ellentmondásossága
- a királyának és szejmnek politikai tehetetlensége

Ezekhez hozzájárult a nagypolitika gyakori szövetséges-ellenség váltása is, amely nem egyszer ellentétes volt a kozákság érdekeivel.  Az Unió elleni lajstromozatlan kozák lázadások – Krzysztof Kosiński, Hrihori Loboda, Severyn Nalivajko, Pavlo But, Jakiv Osztrjanin (Osztranyica) és Dmitro Hunya – és az azt követő békekötések rendre fenti problémákat igyekezett megoldani, és így a hetman jogairól és kötelezettségeiről is szóltak. Minden békekötés – kurukivi egyezmény (1625, lengyel–kozák), Perejaszlavi megállapodás (1630) – a következő lázadás  – Tarasz Fedorovics (Trjaszilo) vezette 1630. évi kozákfelkelés, az Ivan Szulima vezette 1635. évi felkelés, az 1637–1638-as kozák felkelés – kiváltó oka volt.
1638. márciusiában az Unió szemje határozatot hozott A Rzeczpospolita szolgálatában álló Zaporozzsjai Had Ordinációjáról, amely örök időkre megszüntette a lajstromozott kozákság összes megszerzett jogát, beleértve a hetman választásit is.

### A Hetmanátus

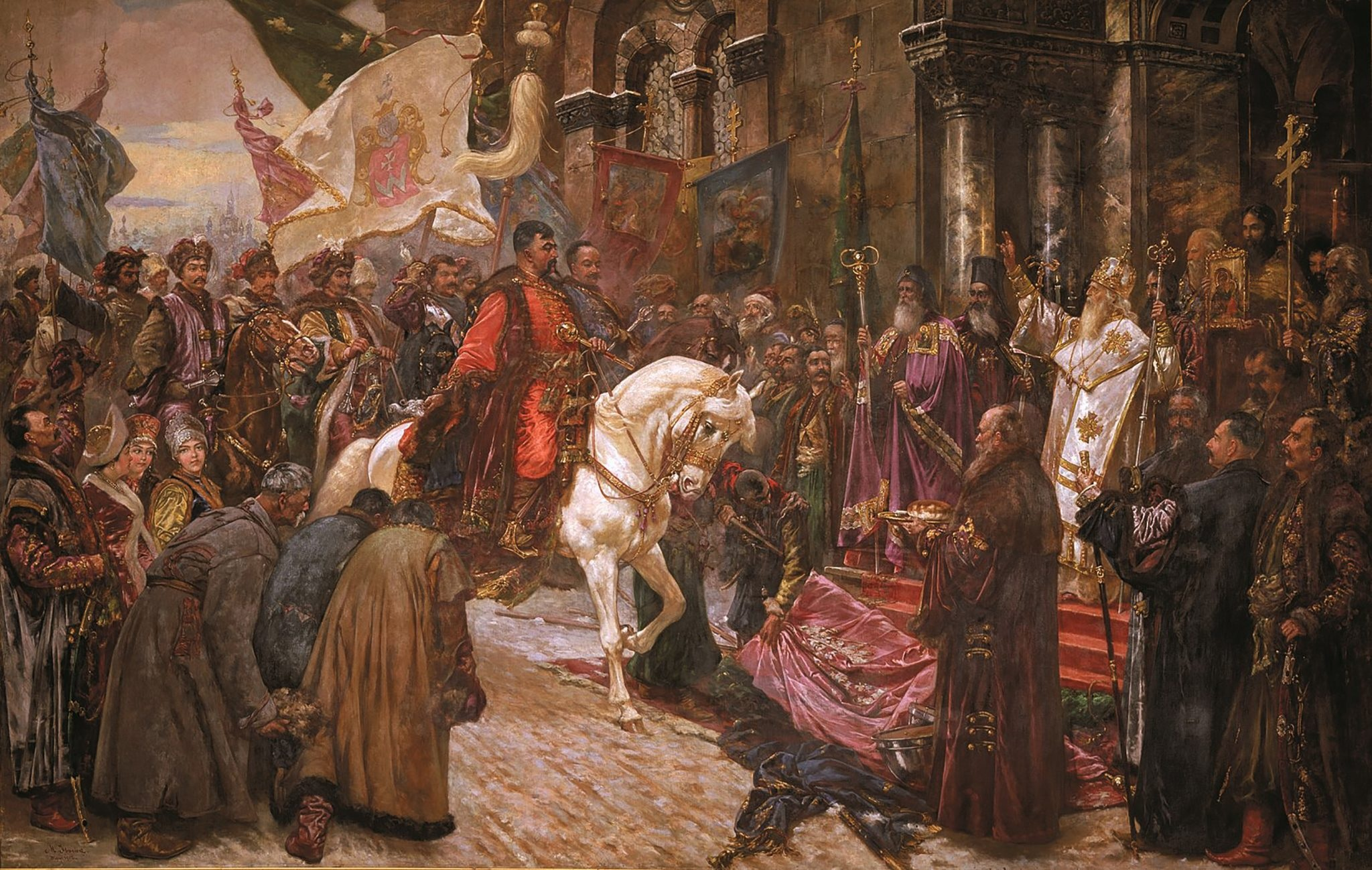
Bohdan Hmelnickij ünnepélyes bevonulása Kijevbe 1648 decemberében

Az 1648–1657-es Bohdan Hmelnickij vezette harc eredményeképp önálló állam született.

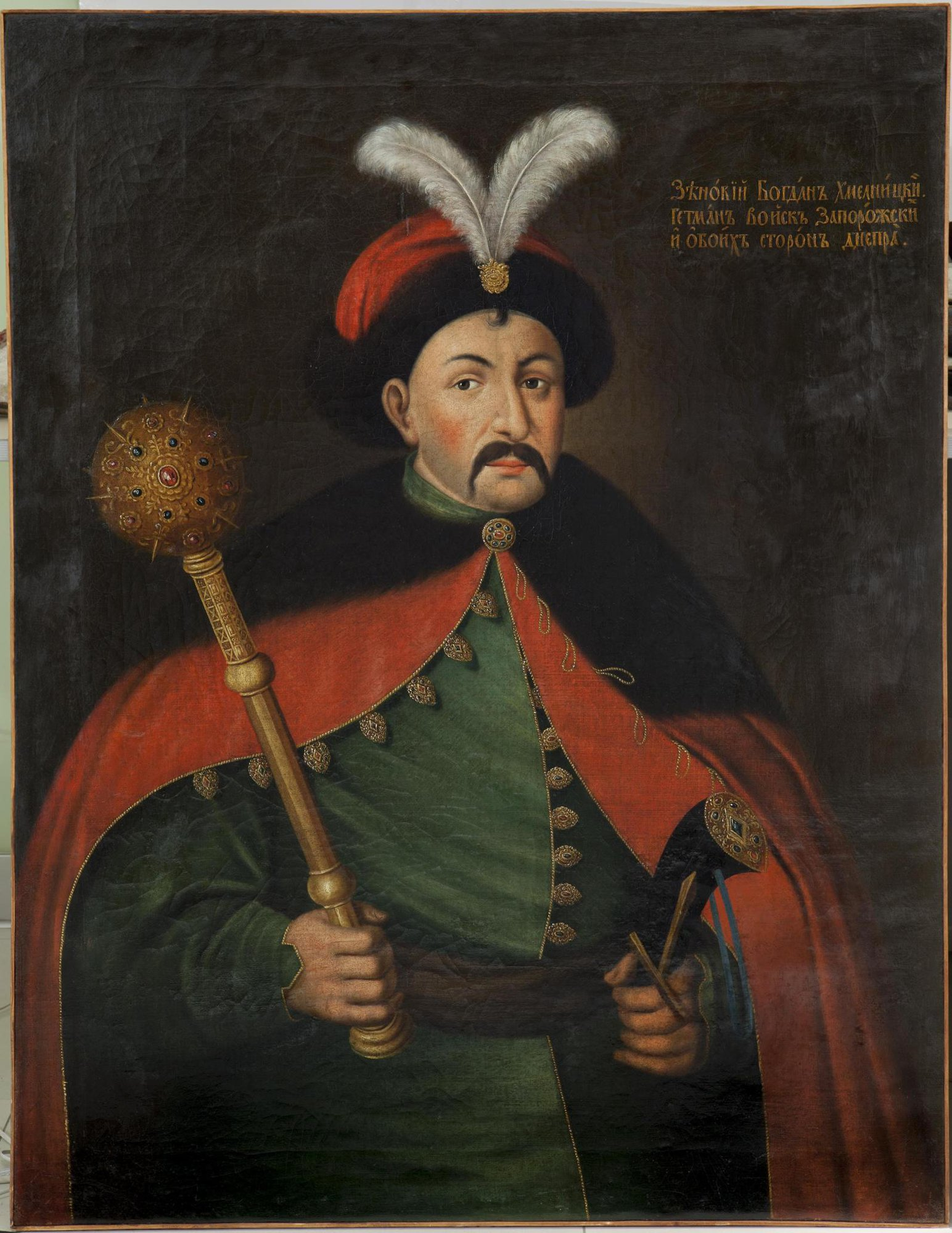
Bohdan Hmelnickij

A Hetmanátus fővárosa Csihirin volt. A hatalmat a Legfelső Katonai Tanács gyakorolta, ő nevezte ki Hmelnickijt a Hetmanátus vezetőjévé, hetmanjává. A hetman a Legfelső Katonai Tanács döntése alapján tárgyalásokat folytatott, béketárgyalásokon vett részt, diplomáciai kapcsolatokat létesített más országokkal, fegyverszüneti megállapodásokat és békeszerződéseket írt alá. A a Legfelső Katonai Tanács katonai, közigazgatási, gazdasági, jogi és külpolitikai kérdésekben hozott döntései kötelezőek voltak a hetmanok számára. A hetman joga volt a Legfelső Katonai Tanács összehívása.
A hetman kezében összpontosult a végrehajtó, törvényhozói és bírói hatalom, ő volt a hadsereg főparancsnoka.
A hetman alá rendelt Hetmani Tanácsnak a hetman bizalmasai voltak a tagjai, akik tanácsadói feladatokat láttak el. A hetman megvitatta velük a felmerülő problémák megoldásának módjait, de ők készítették elő a Főtisztek Tanácsának döntéseit is.
A végrehajtó hatalom központi szerve a Legfelső Kormány volt, amit a hetman vezetett. A Legfelső Kormány tagjai a főtisztek voltak. Kezdetben választások útján kerültek tisztségükbe, később a hetman nevezte ki őket. A kormány tagja volt az írnok, a hadbíró (egy vagy kettő), a fegyvermester, a kincstárnok, a hírszerzés vezetője. Az írnok vezette a katonai főkancelláriát, külpolitikával is foglalkozott, illetve intézte a Legfelső Kormány minden ügyét.
A Legfelső Kormány alá tartoztak az ezred- és az alájuk tartozó század-kormányok. Minden ezrednek volt kormánya, amelynek az ezredesek és az ezredtisztek (írnok, bíró, fegyvermester, kozák kapitány, zászlós) voltak a tagjai. Az ezredes a központi hatalmat képviselte az ezred területén. Tisztségükbe az ezredtanácsok választották meg, de gyakran a kormány nevezte ki őket. Az ezredek századokra tagolódtak. Mindegyik századnak volt század kormánya századossal, írnokkal, atamánnal, kozák kapitánnyal és zászlóssal. Mindegyik ezred 10–20 századra tagolódott. A századokba 200–300 kozák tartozott. A városokban és mező- városokban a kozák közösségek városi atamánokat választottak. A polgárokat a vijt vezette, akit a hetman hagyott jóvá beosztásában. A falvakban a parasztok elöljárója a községi bíró volt, a kozákoké meg az atamán.
A hetman mellett különleges megbízatásokat teljesítő főtisztek is szolgáltak. A kinevezett hetmanok nagyobb hadjáratokat vezettek a hetman megbízásából.
Az Unió a Hetmanátus megszületése pillanatától harcolt ellene. Az 1648–54 közötti Kozák–lengyel háború annyira meggyengítette a Hetmanátust, hogy Hmelnickij a cárhoz fordult segítségért. 1654. január 8-án megkötötték a Perejaszlavi szerződést, A szerződés értelmében az ukrán területek kimondták csatlakozásukat az orosz cárhoz. A lajstromozott kozákok számát 60 ezer főben szabták meg. A hetmant és a főtiszteket továbbra is a kozákok tanácsa választotta.
Hmelnickij utóda Ivan Vihovszkij lett, aki számos belpolitikai hiba elkövetése után megpróbált kiegyezni a lengyelekkel. A cár érthető módon sereget küldött a Hetmanátus ellen, ám Vihovszkij Konotop alatt 1659. július 8–9-én nagyon megverte az oroszokat. A sikert nem sokáig élvezhette, a romló külpolitikai helyzetben – a Hetmanátust minden oldalról támadják – leváltják, és helyére Bohdan Hmelnickij fiát, Jurij Hmelnickij választják hetmannak. Neki sikerül kiegyezni Moszkvával. A megkötött szerződés azonban sokkal rosszabb a Hetmanátus számára, mint az 1653-as, vagy a lengyelekkel kiegyező. 1660-ban leváltják Jurij Hmelnickij, ezzel a Hetmanátus történelmi szempontból megszűnik.

### Unió, Cári Birodalom, Oszmán Birodalom

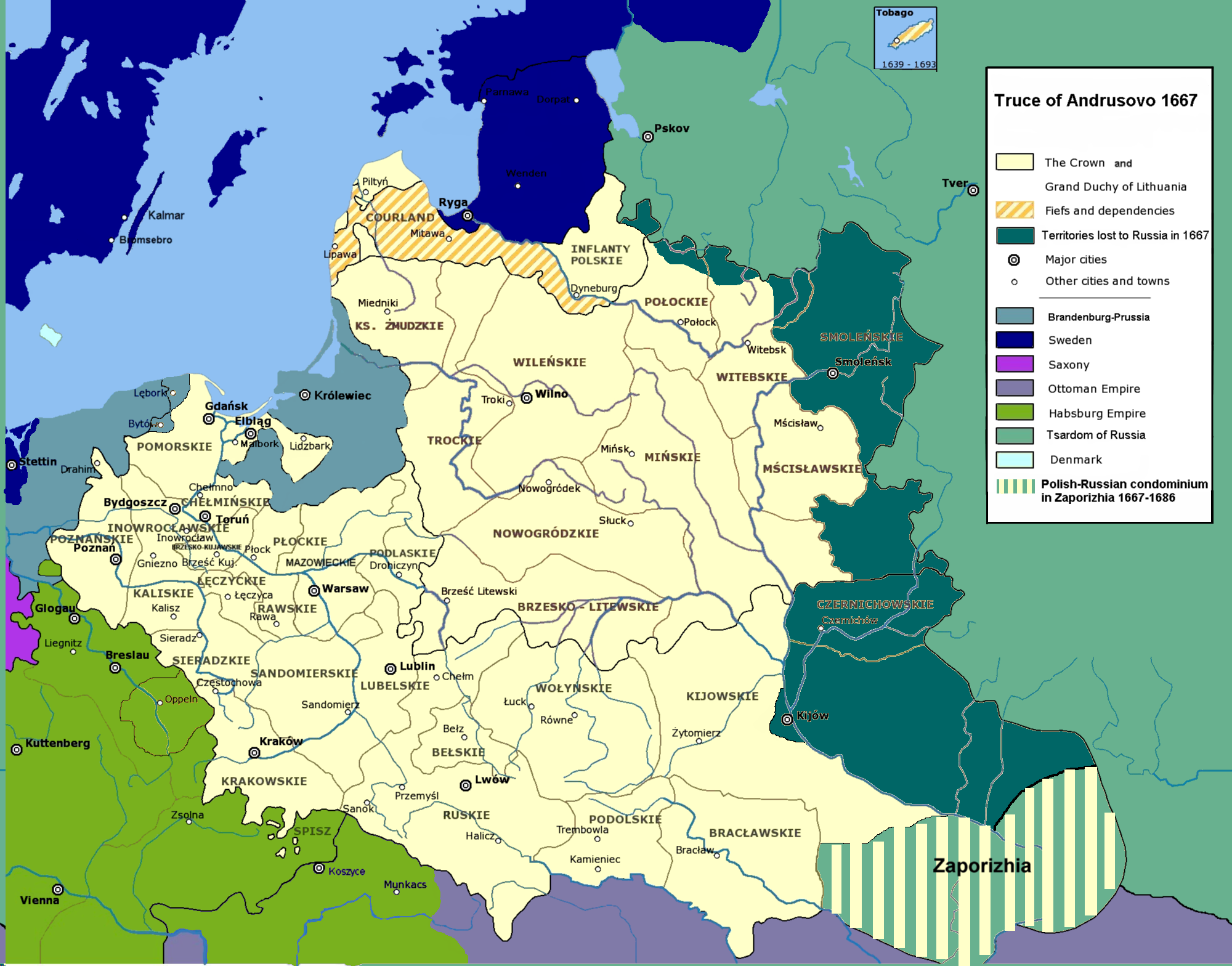
Az 1667-es andrusovói fegyverszünet utáni állapot
Zaporizhia – közös lengyel-orosz felügyelet alatt (1667–1886)

Az Unió és a Cári Birodalom között kötött 1667-es andrusovói fegyverszünet megerősítette Ukrajna megosztottságát: Jobbparti Ukrajna (Kijev nélkül) az Unió része, Balparti Ukrajna pedig a cárság része lett, a Zaporozzsjai Szics közös ellenőrzés alatt maradt. A Jobbparton az Unió és az Oszmán Birodalom küzdött meg egymással, a kozákok hol egyik, hol másik, hol mind a két fél ellen harcoltak. Végül az 1672-es lengyel-oszmán bucsacsi béke, majd a zsuravnói szerződés (1676) véglegesítette a Jobbpart megosztottságát. Természetesen mindegyik terület élén hetman állt.
A három terület vezetői egymás ellen indítottak háborút az egység helyreállítása érdekében, hadjáratokat vezetnek az Unió/Cárság épp aktuális ellenségei ellen és küzdenek a rendszeresen kitörő lázadásokkal. Az egyre rosszabb katonai helyzet jellemzője az időszaknak, az anyaországokkal rendre megújuló szerződések a hetmanoknak és kozákoknak egyre kevesebb jogot biztosítanak – korábban a baturini cikkelyek (1663, kozák-orosz), moszkvai cikkelyek (1665 kozák-orosz), a megállapodás utána hluhivi cikkelyek (1669, kozák-orosz), osztrohi cikkelyek (1670, lengyel-kozák), konotopi cikkelyek (1672, kozák-orosz).
A folyamatos háborúk és harcok közepette Petro Dorosenkonak, Ivan Szamojlovicsnak sikerült ideig-óráig helyreállítani a Hmelnickij féle Hetmanátus egységét. A Jobbparti és Balparti hetmanok sorából még Ivan Mazepa emelkedik ki. A Balparti hetman megpróbálta kihasználni a svéd-orosz háborút, hogy egyesítse a két partot. Bár eleinte sikert ért el, de kísérlete elbukott, a Balpart még jobban integrálódott a Cári Birodalomba. A Balparti kozákok fokozatosan elvesztették a hetman választási jogukat – cári egyetértés kell, a cár jelöltjei közül kell választani, a cár nevezi ki.
A hetman pozíciója a Balparton 1764-ig létezett (kivéve: 1722-1727 és 1734-1750), amikor is Nagy Katalin orosz cárnő azt megszüntette, a kozák sereget beolvasztotta a cári hadseregbe. A Zaporozsai Hadsereg utolsó hetmanja (Balparti hetman hivatalos címe) Kirillo Rozumovszkij volt, aki 1751-től 1764-ig uralkodott.
A Jobbparton először az Oszmán Birodalom veszítette el a kozák hetmanok irányította birtokait (1742) az Unió javára. Majd az Unió megszűnése – Lengyelország három felosztása – vetett véget Jobbparti hetmani rendszernek.

### 1918 Ukrajna
A hemtan címet az 1917-1920-as forradalom idején elevenítették fel Ukrajnában. 1918 elején létrejött az Ukrán Állam, a hetman címet felvevő Pavlo Petrovics Szkoropadszkij vezetésével. Az új állam kérész életűnek bizonyult, egy évet sem ért meg.

## Moldvai Fejedelemség
A középkorban a Moldvai fejedelemség sokáig a Lengyel-Litván Unió és az Oszmán Birodalom összecsapásainak színtere volt. Az Unió által lajstromozott kozákok az Unió megbízásából, a lajstromozatlan kozákok saját szándékból, később a Cár megbízásából vezettek hadjáratokat az Oszmán Birodalom vazallus Moldvai Fejedelemség ellen. Természetesen ez fordítva is megtörtént, a moldvai csapatok is részt vettek a lengyelek vagy kozákok elleni hadjáratokban.
A 16. században a hetman fontos udvari tisztségviselő volt Moldvában, a hetman elnevezést az Uniótól vették át. A címet az uralkodó adományozta, a Hetman (románul: hatman) a főváros és a moldovai királyi udvar védelméért felelős kormányzó, a moldovai hadsereg legfőbb parancsnoka. A hetman tisztség használata nem volt olyan következetes, mint a Lengyel-Litván Unióban, gyakran nem töltötték be, máskor más néven illették az uralkodó által kinevezett parancsnokot – ahogy a fejedelem megnevezés helyett sok egykori irat a vajda címet használja.
Három ismertebb személy, akik moldvai vagy kozák hetmanok voltak, majd fejedelemmé választották őket:

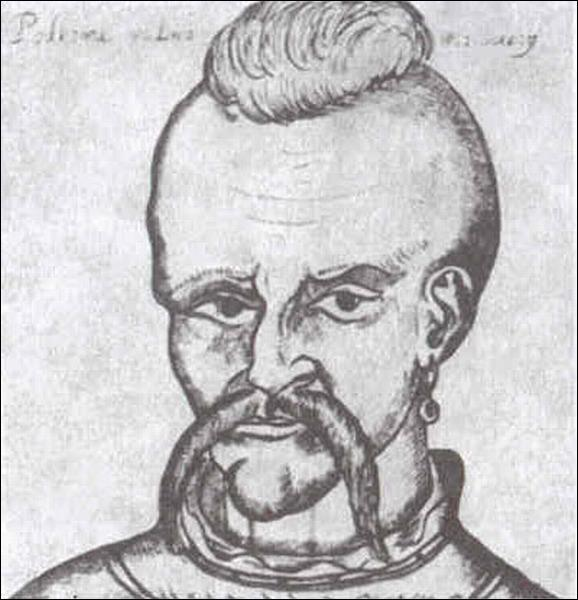
János egyetlen ismert portréja a 17. század elején nyomtatott lengyel könyvből.

- Patkótörő János (románul: Ioan Potcoavă, ukránul: Іван Підкова) (? – Lviv, 1578. június 16.) az egyik legrövidebb ideig uralkodó fejedelem volt: IV. János néven 1577 novembere – decembere közt ült Moldva trónján. Beceneve (ukránul „pidkova”, románul „potcoavă”) állítólag onnan ered, hogy addig hajszolta lovait, amíg azok patkója eltört. Egy reálisabb változat szerint képes volt puszta kézzel kiegyenesíteni egy patkót.. Leginkább talán Tarasz Sevcsenko ukrán költő Ivan Pidkova (1840) című versének hőseként ismert, amelyben ő vezette a moldvai és kozák seregeket a török uralom ellen.[24][25] Báthory István lengyel király Lvivben lefejeztette.
- III. Duca György (románul Gheorghe Duca), (1620 körül – 1685. március 31.) Moldva fejedelme volt három alkalommal: 1665–1666, 1668–1672, 1678–1683 között, valamint 1674–1678 között II. György néven Havasalföld fejedelme és 1680–1683 között a Jobbparti Ukrajna Oszmán Birodalom által megszállt rész hetman-ja volt.
- Radu Mihnea hetmanja volt, és a bojárok választották fejedelemmé Miron néven. Miron Barnovschi Movilă (1590 – 1633. július 2.) Moldva fejedelme volt 1626. január 23. – 1629 júliusa és 1633 áprilisa – 1633. július 2. között. A törökök fejezték le Konstantinápolyban, ahová uralkodása megerősíttetése végett ment.

## Husziták
Lengyel, belorusz, orosz nyelveken a husziták vezetőjét, Jan Žižkát hetmanként említik, de a csehek nem.

## A hetman cím a 21. században
Ukrajna orosz inváziója alatt, 2022 júniusában az ukránok petíciót indítottak, hogy hetmanná válasszák az ukrán elnököt Zelenszkijt, s tanácsadóját, Oresztij Aresztovicsot pedig nevezzék ki atamánná. A petíció az elnöki hivatal weboldalán is megjelent, s 2022. júniusáig mintegy 38.000-ren alá is írták.